# Tignish
Tignish es un pueblo canadiense situado en la provincia de Isla del Príncipe Eduardo.

## Superficie
Tignish tiene una superficie de 5,87 km².

## Demografía
En 2021, tenía 744 habitantes, una densidad poblacional de 126,7 hab./km², y 368 viviendas.